# براسكيم
براسكين، شركة برازيلية لانتاج المواد الكيمائية والبتروكيمائية وهي شركة ذات راسمال مفتوح والتي تسيطر عليها مجموعة أودربرجت odebrecht بمشاركة كبيرة من بتروبراس petrobras ، تبرز الشركة لكونها الشركة الرائدة عالمياً في إنتاج البوليمرات الطبيعية وأكبر منتج لراتنجات اللدائن الحرارية في الأمريكتين (سادس أكبر منتج للراتنجات البلاستيكية في العالم).
الشركة عضوفي Alliance for the End of Plastic Waste ، وهي منظمة غير ربحية تخطط لاستثمار ما يصل إلى 1.5 مليار دولار على مدى السنوات الخمس المقبلة في مبادرات لمكافحة نفايات البلاستيك في البيئة.  نسخة محفوظة 19 أبريل 2019 على موقع واي باك مشين.

## تاريخ الشركة
تأسست شركة براسكيم في 16 أغسطس من 2002 بالفعل باعتبارها أكبر شركة للبتروكيماويات في أمريكا اللاتينية، مع وحدات ومكاتب الصناعية في البرازيل، بالإضافة إلى أساس تجاري في الولايات المتحدة والأرجنتين. تم تشكيل الشركة من خلال دمج ست شركات: copen، OPP ، Trikem ، Nitrocarbon
، Proppet و Polialden. في 2006 ، استحوذت شركة براسكيم على شركة بوليتينو politeno، والذي هو ثالث أكبر منتج للبولي ايثيلين في البرازيل ب 111 مليون دولار، هكذا بدات السيطرة على إنتاج البتروكيماويات. وفي السنة التالية، انضمت إلى شركتي Petrobras و Ultrapar في أكبر عملية اندماج في تاريخ البرازيل، عندما استحوذوا على مجموعة Ipiranga مقابل 4 مليارات دولار. في حين أن شركة بتروبراس وشركة أولترابار تشاركتا في عمليات توزيع الوقود، استحوذت براسكيم على إيبيرانجا بتروكيميكا، وهي قسم البتروكيماويات لمجموعة إيبيرانجا. والتي استحوذت على شركتين اخرييين من قطاع البتروكيماوياتو نهاية 2010 صارت أكبر اتجاد شركات بتوكيمائية في البرازيل وبدون منازع.
بعد هذا، بدأت الشركة في الاستحواذ على شركات عالمية. حصلت على أصول اسهم شركة Sunoco Chemicals في الولايات المتحدة، لتصير واحدة من أكبر منتجي الراتنجات في ذلك البلد. في عام 2011، اشترت اسهم لشركة داو كيميكال، وصارت تدير مصنعين في الولايات المتحدة واثنين في ألمانيا. في عام 2016، بدات بالشراكة مع شركة Idesa المكسيكية، في إنتاج البولي إيثيلين، بلغت ميزانيته 5.2 مليار دولار، قامت به شركة برازيلية في المكسيك حتى ذلك الوقت.
حتى يومنا هذا،  الشركة لديها 41 مجمع صناعي، هم 29 وحدة في البرازيل و 6 في الولايات المتحدة و 2 في ألمانيا و 4 في المكسيك. يبلغ الإنتاج العالمي لراتنجات اللدائن الحرارية (PE و PP و PVC) حوالي 230 مليون طن. تنتج الشركة حوالي 3.5 ٪ من إنتاج الراتنج العالمي، وفي المتوسط، حققت 70 ٪ من المطلوبات في السوق البرازيلي.

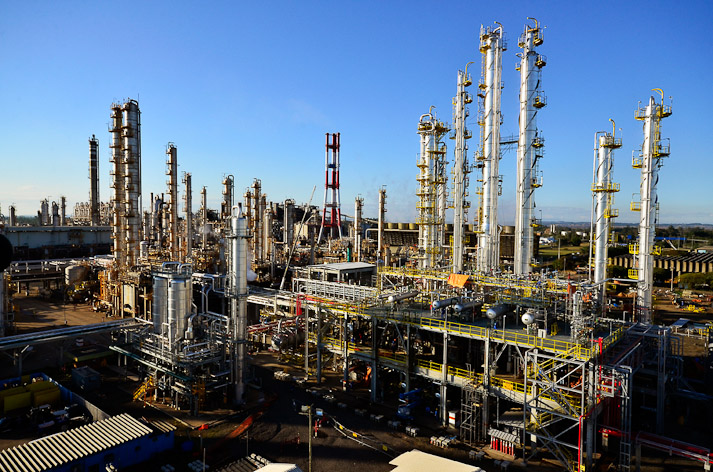
مصنع براسكيم

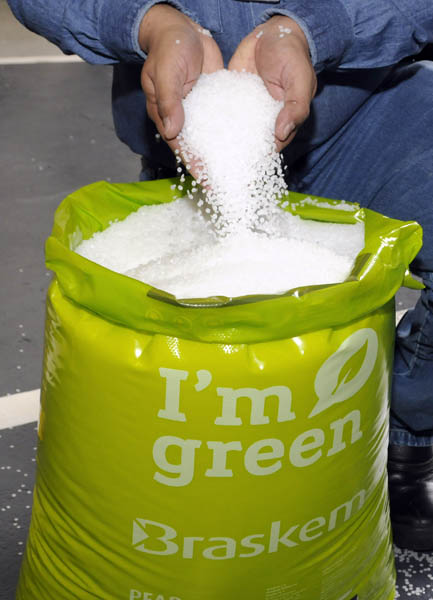
Braskem Green PE

على الرغم من أن المواد الخام الرئيسية هي النفتا من البترول، إلا أن شركة براسكيم تقوم بإدارة وتشغيل مصنع الإيثان الأخضر، الذي تم افتتاحه في سبتمبر 2010. يمثل هذا المشروع خطوة مهمة في استراتيجيته ليصبح الرائد العالمي في المواد الكيميائية المتجددة. إنها أكبر منتج للإثيلين الطبيعي في العالم من 100٪ من قصب السكر.
والذي هو دائم الإنتاج طبيعيا.
تقع الوحدة في مجمع تريونفو للبتروكيماويات في ولاية ريو غراندي دو سول Rio Grande do Sul في جنوب البرازيل، وتبلغ طاقتها الإنتاجية 200 الف طن من الإيثيلين الأخضر، والذي سيتم تحويله إلى حجم مكافئ من البلاستيك الأخضر.

### البوليمرات
براسكيم هي أكبر منتج للبولي إيثيلين والبولي بروبيلين والـ PVC في البرازيل، بطاقة إنتاجية تبلغ 5.7 مليون طن على الأراضي البرازيلية.
كما أن تمتلك مصنع ينتج عدة أنواع من البتروكيمائيات، ومحلولات الكلور والملح الصخري الكيمائي، وميناء للإنتاج، يقعان في ولاية الاغواس Alagoas.في شمال شرق البرازيل 
كما تعد الشركة رائدة في سوق البولي بروبيلين في الولايات المتحدة بطاقة إنتاجية تبلغ 1.5 مليون طن. تمتلك براسكيم أيضًا طاقة إنتاجية تبلغ 545 ألف طن من مادة البولي بروبيلين في ألمانيا.
في أبريل 2016، بدأت الشركة في تشغيل مجمع البتروكيماويات في المكسيكوالذي انتاجه من البولي إيثيلين ما مجموعه حوالي 1.05 مليون طن سنويًا.

## الروابط الخارجية
- موقع Braskem باللغة البرتغالية